# Temperament

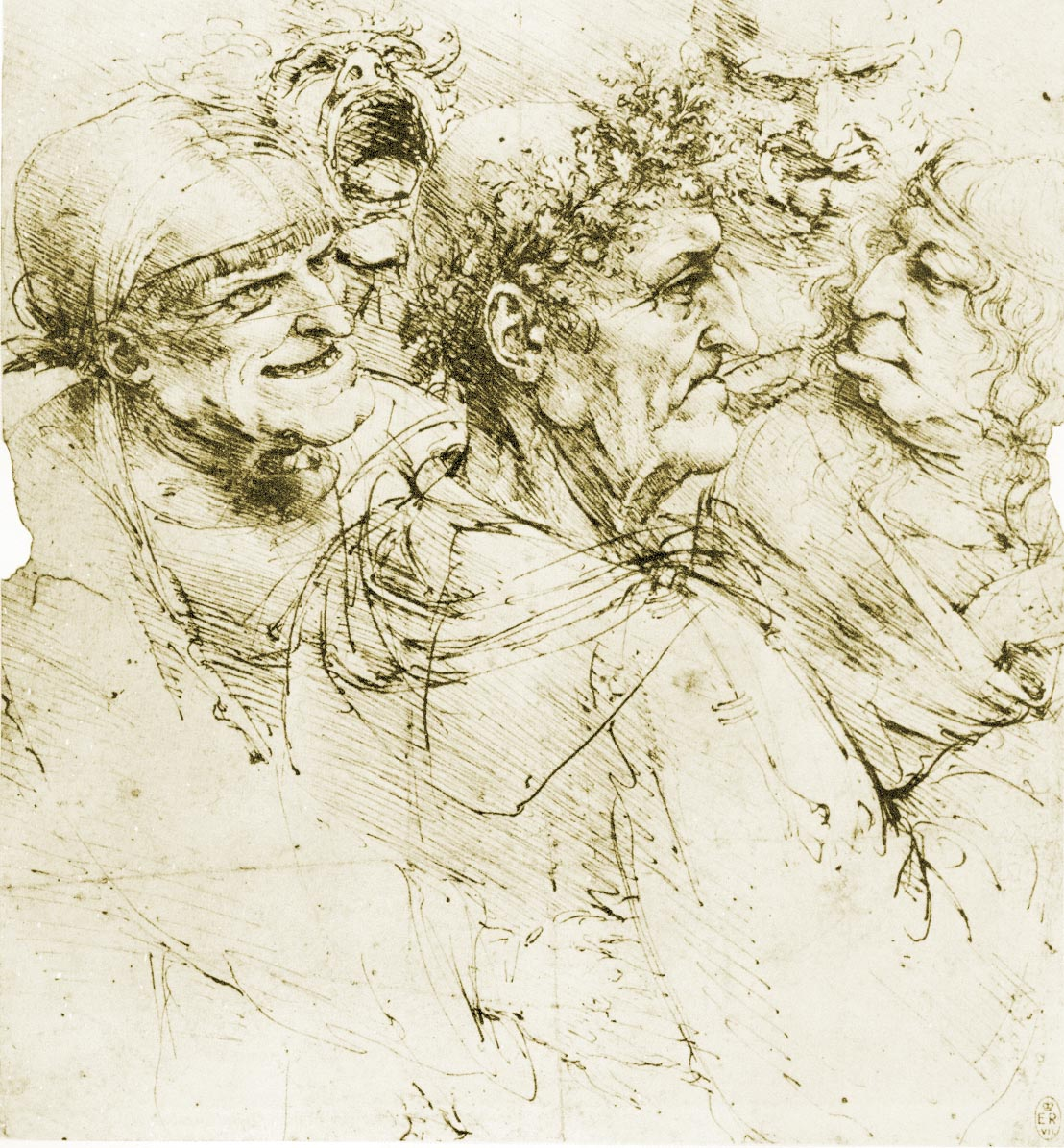
Cinc capçals grotescs, és una il·lustració dels quatre temperaments, des d'una perspectiva clàssica, elaborada per Leonardo da Vinci el 1490.

En psicologia, s'anomena temperament la part de la personalitat l'origen de la qual es basa en l'herència genètica. Per contraposició, s'anomena caràcter la part de la personalitat que es genera durant la vida de la persona, la seva experiència i la cultura.
De fet, es pot dir que naixem amb un temperament donat, o una predisposició a trets de personalitat, però aquests estan fortament condicionats per "l'ambient" (l'experiència vital de la persona, com va modificant i permetent el desenvolupament de la personalitat o habilitats per a desenvolupar-se amb herència). Aquí és on rau el concepte fenotip.
Alguns investigadors assenyalen l'associació del temperament amb característiques dinàmiques formals de la conducta, com ara aspectes energètics, plasticitat, sensibilitat a reforçadors específics i emocionalitat. Els trets del temperament (com el neurotisme, la sociabilitat, la impulsivitat, etc.) són patrons diferents de comportament al llarg de la vida, però són més notables i més estudiats en els nens. Els nadons es descriuen normalment pel temperament, però la investigació longitudinal a la dècada de 1920 va començar a establir el temperament com una cosa que és estable al llarg de la vida.
Exemple de trets temperamentals de la personalitat són, l'"ansietat (tret)" i l'"extraversió", que acumulen avui dia prou proves científiques des de la psicobiologia i altres estudis correlacionals (teoria de la personalitat "Els cinc grans").

## Definició
El temperament s'ha definit com "la constel·lació de trets innats que determinen l'estil de comportament únic d'un nen i la forma en què viu i reacciona al món".
S'han desenvolupat molts esquemes de classificació del temperament i no hi ha consens. La paraula llatina temperamentum significa "barreja".
Alguns estudiosos consideren que el temperament és un factor subjacent a la personalitat.

## Models principals

### Els quatre temperaments de Galè
Al segle ii, el metge Galè va descriure els quatre temperaments clàssics (melancòlic, flegmàtic, sanguini i colèric), corresponents als quatre humors o líquids corporals. Aquest concepte històric va ser explorat per filòsofs, psicòlegs, psiquiatres i psicofisiòlegs des del principi de la ciència psicològica. En proposar teories Immanuel Kant, Hermann Lotze, Ivan Pavlov, Carl Jung i Gerardus Heymans entre d'altres. En la història més recent, Rudolf Steiner havia subratllat la importància dels quatre temperaments clàssics en l'educació primària, l'època en què creia que la influència del temperament en la personalitat era més forta. Ni Galen ni Steiner s'apliquen generalment a l'estudi contemporani del temperament en els enfocaments de la medicina moderna o la psicologia contemporània.

### Model neurofisiològic de Rusalov-Trofimova
Aquest model es basa en la tradició més llarga d'experiments neurofisiològics iniciats dins de les investigacions de tipus i propietats dels sistemes nerviosos per l'escola d'Ivan Pavlov. Aquesta tradició experimental va començar amb estudis amb animals entre els anys 1910 i 1920, però va ampliar la seva metodologia als humans des de la dècada de 1930 i especialment des de la dècada de 1960, incloent-hi EEG, proves de cafeïna, tasques de comportament i altres mètodes psicofisiològics.
L'última versió d'aquest model es basa en l'"Enfocament específic de l'activitat en la investigació del temperament, en la investigació d'Alexander Luria en neurofisiologia clínica i en el model neuroquímic Conjunt Funcional del Temperament. Actualment el model està associat al Qüestionari d'Estructura del Temperament i té 12 escales:
1. Resistència física motora: la capacitat d'un individu per mantenir una activitat física prolongada utilitzant elements de comportament ben definits. (Relacionada amb la resistència)
2. Resistència social-verbal (sociabilitat): la capacitat d'un individu per mantenir activitats social-verbals prolongades utilitzant elements de comportament ben definits. (Relacionada amb la resistència)
3. Resistència mental o atenció: la capacitat de mantenir-se centrat en les característiques seleccionades dels objectes amb la supressió de la reactivitat conductual a altres característiques. (Relacionada amb la resistència)
4. Tempo motor-físic: velocitat d'integració d'una acció en manipulacions físiques amb objectes amb scripts d'accions ben definits. (Relacionada amb la velocitat d'integració de la conducta)
5. Plasticitat: la capacitat d'adaptar-se ràpidament als canvis de situacions, de canviar el programa d'acció i de canviar entre diferents tasques. (Relacionada amb la velocitat d'integració de la conducta)
6. Tempo social-verbal: la velocitat preferida de la parla i la capacitat d'entendre quan es parla de pressa sobre temes coneguts, la lectura i la classificació de material verbal conegut. (Relacionada amb la velocitat d'integració de la conducta)
7. Cerca de sensacions : orientació conductual a objectes i esdeveniments sensacionals ben definits i existents, subestimació dels resultats de la conducta de risc. (Relacionada amb el tipus d'orientació de la conducta)
8. Empatia: orientació conductual als estats/necessitats emocionals dels altres, des de la sordesa empàtica en l'autisme i els trastorns d'esquizofrènia fins a la dependència social. (Relacionada amb el tipus d'orientació de la conducta)
9. Sensibilitat a les probabilitats: l'impuls per recollir informació sobre la singularitat, la freqüència i els valors dels objectes/esdeveniments, per diferenciar les seves característiques específiques, per projectar aquestes característiques en futures accions. (Relacionada amb el tipus d'orientació de la conducta)
10. Satisfacció (autoconfiança): disposició a estar satisfet amb l'estat actual dels esdeveniments, sensació de seguretat, confiança en el futur. Malgrat l'optimisme sobre els resultats de les seves activitats, l'enquestat pot ser negligent en els detalls. (Escala d'emocionalitat)
11. Impulsivitat: Iniciació d'accions basades en la reactivitat emocional immediata més que en la planificació o el raonament racional. (Escala d'emocionalitat)
12. Neuroticisme: tendència a evitar la novetat, les situacions imprevisibles i la incertesa. Preferència de configuracions i persones conegudes per sobre d'altres desconegudes i necessitat d'aprovació i comentaris de la gent del voltant. (Escala d'emocionalitat)

### La reactivitat de Kagan
Jerome Kagan i els seus col·legues han concentrat la investigació empírica en una categoria temperamental anomenada "reactivitat". Els nadons de quatre mesos que es van "despertar i angoixar motorament" davant les presentacions d'estímuls nous es van qualificar d'altament reactius. Aquells que es van mantenir "relaxats motorament i no ploraven ni es preocupaven pel mateix conjunt d'esdeveniments desconeguts" es van anomenar poc reactius. Aquests nadons amb reacció alta i baixa van fer noves proves als 14 i 21 mesos "en una varietat de situacions de laboratori desconegudes". Els nadons altament reactius es caracteritzaven principalment per tenir molta por a esdeveniments desconeguts, que Kagan va anomenar inhibits. En canvi, els nens amb poca reacció eren molt poc porucs davant situacions noves i es caracteritzaven per un perfil desinhibit (Kagan). Tanmateix, quan es va tornar a observar què passava als quatre anys i mig, només una proporció modesta de nens va mantenir el perfil esperat a causa de factors mediadors com ara experiències familiars intervingudes. Els que es van mantenir altament inhibits o desinhibits després dels 4,5 anys tenien més risc de desenvolupar trastorns d'ansietat i de conducta, respectivament.
Kagan també va utilitzar dues classificacions addicionals, una per als nadons que estaven inactius però que ploraven amb freqüència (angoixats) i una altra per als que mostraven activitat vigorosa però poc plors (excitats). Després dels 14 a 17 anys, aquests grups de nens van mostrar resultats diferents, incloses algunes diferències en l'activitat del sistema nerviós central. Els adolescents que havien estat classificats com a reactius alts quan eren nadons eren més propensos a ser "submisos en situacions desconegudes, a informar d'un estat d'ànim assoliment i ansietat pel futur a ser més religiosos".

### Les nou característiques de Thomas i Chess
Alexander Thomas, Stella Chess, Herbert G. Birch, Margaret Hertzig i Sam Korn van començar el clàssic estudi longitudinal de Nova York a principis dels anys 50 sobre el temperament infantil (Thomas, Chess & Birch, 1968). L'estudi es va centrar en com les qualitats temperamentals influeixen en l'ajust al llarg de la vida. Chess, Thomas et al. va valorar els nadons petits segons nou característiques de temperament, cadascuna de les quals, per si mateixa, o amb connexió amb una altra, afecta la forma en què un nen s'adapta a l'escola, als seus amics i a casa. Els comportaments de cadascun d'aquests trets es troben en un continu. Si un nen s'inclina cap a l'extrem alt o baix de l'escala, podria ser motiu de preocupació. Les conductes específiques són: nivell d'activitat, regularitat dels patrons de son i alimentació, reacció inicial, adaptabilitat, intensitat de l'emoció, estat d'ànim, distracció, persistència i capacitat d'atenció i sensibilitat sensorial. S'han trobat redundàncies entre les categories i els psicòlegs actualment fan servir normalment una llista reduïda.
La investigació de Thomas i Chess va utilitzar els nou trets de temperament següents en nens basats en un esquema de classificació desenvolupat pel Dr. Herbert Birch: Thomas, Chess, Birch, Hertzig i Korn va trobar que molts nadons es podrien classificar en un dels tres grups: fàcils, difícils i lents (Thomas i Chess 1977). No tots els nens poden ser col·locats en un d'aquests grups. Aproximadament el 65% dels nens encaixen amb un dels patrons. Del 65%, el 40% encaixava amb el patró fàcil, el 10% va caure en el patró difícil i el 15% es va escalfar lentament. Cada categoria té la seva fortalesa i debilitat i una no és superior a l'altra.
Thomas, Chess, Birch, Hertzig i Korn van demostrar que els nadons fàcils s'adapten fàcilment a noves experiències, generalment mostren estats d'ànim i emocions positius i també tenen patrons normals d'alimentació i son. Els nadons difícils solen ser molt emocionals, irritables i exigents, i ploren molt. També tendeixen a tenir patrons d'alimentació i de son irregulars. Els nadons que s'escalfen lentament tenen un nivell d'activitat baix i tendeixen a retirar-se de noves situacions i persones. Tarden a adaptar-se a noves experiències, però les accepten després d'una exposició repetida.
Thomas, Chess, Birch, Hertzig i Korn van trobar que aquests amplis patrons de qualitats temperamentals són notablement estables durant la infància. Aquests trets també es troben en nens de totes les cultures.
Thomas i Chess també van estudiar temperament i ambient. Una mostra estava formada per famílies blanques de classe mitjana amb un alt nivell educatiu i l'altra era de famílies de classe treballadora porto-riquenya. Van trobar diverses diferències. Entre aquests hi havia:
- Els pares de nens de classe mitjana eren més propensos a denunciar problemes de conducta abans dels nou anys i els nens tenien problemes de son. Això pot ser perquè els nens comencen a preescolar entre els tres i els quatre anys. Els nens porto-riquenys menors de cinc anys van mostrar signes rars de problemes de son, però, els problemes de son es van fer més freqüents als sis anys.
- Els pares de classe mitjana també van posar una gran èmfasi en el desenvolupament primerenc del nen, creient que els problemes en edats primerenques eren indicatius de problemes posteriors en el desenvolupament psicològic, mentre que els pares porto-riquenys sentien que els seus fills superarien qualsevol problema.
- Als nou anys, la notícia de nous problemes va baixar per als nens de classe mitjana però van augmentar en els nens porto-riquenys, possiblement a causa de les demandes de l'escola.

Trets observats:
- Activitat: fa referència a l'energia física del nen. El nen es mou constantment o té un enfocament relaxant? Un nen amb molta energia pot tenir dificultats per quedar-se quiet a classe, mentre que un nen amb poca energia pot tolerar un entorn molt estructurat. El primer pot utilitzar habilitats motrius gruixudes com córrer i saltar amb més freqüència. Per contra, un nen amb un nivell d'activitat més baix pot dependre més de la motricitat fina, com ara dibuixar i muntar trencaclosques. Aquest tret també pot referir-se a l'activitat mental, com ara el pensament profund o la lectura — activitats que es fan més significatives a mesura que la persona madura.
- Regularitat: també coneguda com a ritmicitat, fa referència al nivell de predictibilitat de les funcions biològiques d'un nen, com ara despertar-se, cansar-se, gana i deposicions. El nen té una rutina en els hàbits alimentaris i de son, o aquests esdeveniments són més aleatoris? Per exemple, un nen amb una puntuació de regularitat alta pot voler menjar dues vegades cada dia, mentre que un nen més baix en l'escala de regularitat pot menjar en moments esporàdics al llarg del dia.
- Reacció inicial: també coneguda com aproximació o retirada. Això fa referència a com el nen respon (sigui positivament o negativament) a persones o entorns nous. El nen s'acosta a persones o coses de l'entorn sense dubtar-ho, o el nen s'allunya? Un nen atrevit acostuma a acostar-se a les coses ràpidament, com si sense pensar-s'ho, mentre que un nen prudent normalment prefereix mirar una estona abans de participar en noves experiències.
- Adaptabilitat: fa referència al temps que triga el nen a adaptar-se als canvis al llarg del temps (en contraposició a una reacció inicial). El nen s'adapta fàcilment als canvis del seu entorn o és resistent? Un nen que s'adapta fàcilment pot ser ràpid per acomodar-se a una nova rutina, mentre que un nen resistent pot trigar molt a adaptar-se a la situació.
- Intensitat: fa referència al nivell d'energia d'una resposta positiva o negativa. El nen reacciona intensament davant una situació, o el nen respon d'una manera tranquil·la i tranquil·la? Un nen més intens pot saltar amunt i avall cridant d'emoció, mentre que un nen de modalitat suau pot somriure o mostrar cap emoció.
- Estat d'ànim: fa referència a la tendència general del nen cap a un comportament feliç o infeliç. Tots els nens tenen una varietat d'emocions i reaccions, com ara alegre i tempestuosa, feliç i infeliç. No obstant això, cada nen biològicament tendeix a tenir una visió generalment positiva o negativa. Un nadó que somriu i fa arrullar amb freqüència es pot considerar un nadó alegre, mentre que un nadó que plora o plora sovint es pot considerar un nadó tempestuós.
- Distractibilitat: es refereix a la tendència del nen a deixar-se desviar per altres coses que passen al seu voltant. El nen es distreu fàcilment pel que passa a l'entorn, o el nen pot concentrar-se malgrat les interrupcions? Un nen que es distreu fàcilment es veu compromès amb esdeveniments externs i té dificultats per tornar a la tasca en qüestió, mentre que un nen rarament distret es manté concentrat i completa la tasca que té entre mans.
- Persistència i capacitat d'atenció: es refereixen al temps que el nen té en una tasca i a la capacitat de mantenir-se amb la tasca a través de les frustracions, tant si el nen es queda amb una activitat durant un llarg període com si perd l'interès ràpidament.
- Sensibilitat: fa referència a la facilitat amb què un nen es veu pertorbat pels canvis de l'entorn. Això també s'anomena llindar sensorial o llindar de resposta. Al nen li molesten estímuls externs com els sorolls, les textures o les llums, o sembla que el nen els ignora? Un nen sensible pot perdre l'atenció quan una porta tanca, mentre que un nen menys sensible als sorolls externs podrà mantenir l'atenció.

### Les tres dimensions de Mary K. Rothbart
Mary K. Rothbart considera el temperament com les diferències individuals de personalitat en nadons i nens petits que estan presents abans del desenvolupament d'aspectes cognitius i socials superiors de la personalitat. Rothbart també defineix el temperament com les diferències individuals en la reactivitat i l'autoregulació que es manifesten en els dominis de l'emoció, l'activitat i l'atenció. Allunyant-se de la classificació dels nadons en categories, Mary Rothbart va identificar tres dimensions subjacents del temperament. Utilitzant l'anàlisi factorial de dades de nens de 3 a 12 mesos, van sorgir tres grans factors que es van etiquetar amb l'etiqueta de surgència/extraversió, afecte negatiu i control d'esforç.
La surgència /extraversió inclou l'anticipació positiva, la impulsivitat, l'augment dels nivells d'activitat i el desig de recerca de sensacions. Aquest factor reflecteix el grau en què un nen és generalment feliç, actiu i gaudeix vocalitzant i buscant estimulació. S'observa un augment dels nivells de somriure i rialles en nadons amb alt nivell de surgència/extraversió. Els nens d'entre 10 i 11 anys amb nivells més alts de surgència/extraversió són més propensos a desenvolupar problemes d'externalització com actuar; no obstant això, és menys probable que desenvolupin problemes d'interiorització com la timidesa i la baixa autoestima.
L'afecte negatiu inclou la por, la frustració, la tristesa, el malestar i la ira. Aquest factor reflecteix el grau en què un nen és tímid i no es calma fàcilment. La ira i la frustració es veuen tan aviat com als 2 o 3 mesos d'edat. La ira i la frustració, juntes, prediuen dificultats exterioritzadores i interioritzadores. La ira, sola, es relaciona més tard amb problemes d'exteriorització, mentre que la por s'associa amb dificultats d'interiorització. La por, demostrada per la inhibició del comportament, s'observa des dels 7-10 mesos d'edat, i més tard prediu la por dels nens i els nivells més baixos d'agressivitat.
El control esforçat inclou l'enfocament i el desplaçament de l'atenció, el control inhibitori, la sensibilitat perceptiva i un llindar baix de plaer. Aquest factor reflecteix el grau en què un nen pot centrar l'atenció, no es distreu fàcilment, pot restringir una resposta dominant per executar una resposta no dominant i utilitzar la planificació. Quan tenen un alt control esforç, els nens de sis a set anys solen ser més empàtics i menys agressius. Els nivells més alts de control esforçat als set anys també prediuen problemes d'externalització més baixos als 11 anys. Els nens amb un alt nivell d'afectes negatius mostren una disminució dels problemes d'interiorització i externalització quan també tenen un control esforçat. Rothbart suggereix que el control amb esforç depèn del desenvolupament de les habilitats d'atenció executiva en els primers anys. Al seu torn, les habilitats d'atenció executiva permeten un major autocontrol sobre les tendències reactives. Un control esforçat mostra estabilitat des de la infància fins als anys escolars i també prediu la consciència.

### Altres
Solomon Diamond va descriure els temperaments basats en característiques que es troben al món animal: por, agressivitat, afiliació i impulsivitat. El seu treball ha estat dut a terme per Arnold Buss i Robert Plomin, que van desenvolupar dues mesures de temperament: The Colorado Child Temperament Inventory, que inclou aspectes de l'esquema de Thomas i Chess, i l' EAS Survey for Children.
H. Hill Goldsmith i Joseph Campos van utilitzar les característiques emocionals per definir el temperament, analitzant originalment cinc qualitats emocionals: activitat motriu, ira, por, plaer/alegria i interès/persistència, però després es van expandir per incloure altres emocions. Van desenvolupar diverses mesures de temperament: Lab-TAB i TBAQ.